# ザ・シーン徳川園
ザ・シーン徳川園 （ザ・シーンとくがわえん） は、愛知県名古屋市東区出来町にあるマンションである。

## 概要
積水ハウスが分譲した名古屋の民間によるタワーマンションのはしりである。
徳川美術館や蓬左文庫などのある徳川園の近くに建設されたため、この名称を名乗っている。